# جنگل (فیلم ۲۰۰۰)
جنگل (انگلیسی: Jungle) یک فیلم مهیج به کارگردانی رام گوپال وارما است که در سال ۲۰۰۰ منتشر شد. از بازیگران آن می‌توان به سونیل شتی، فردین خان، و اورمیلا ماتوندکار اشاره کرد.